# Schloss Dietersberg

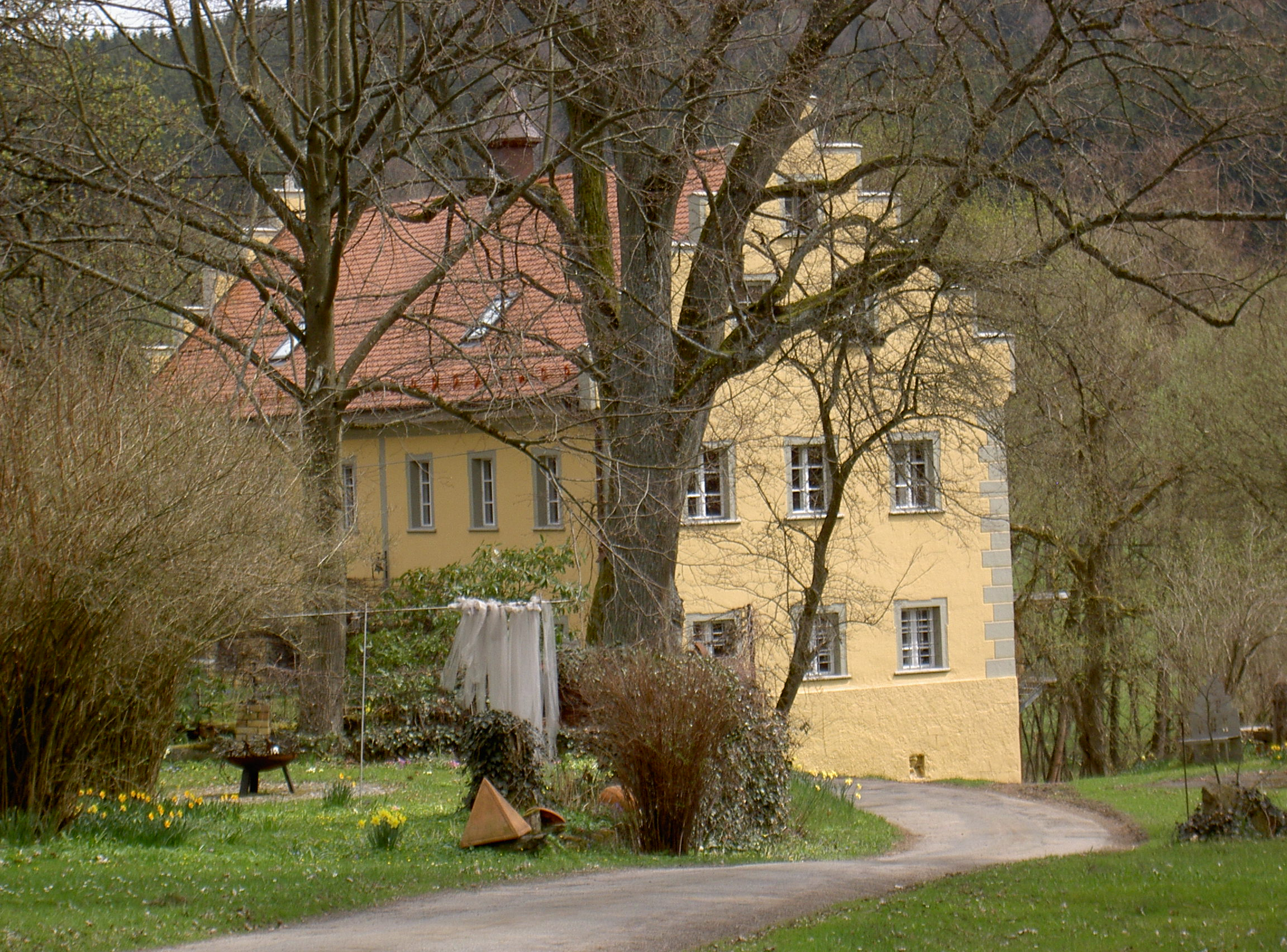
Hammerschloss Dietersberg (2013)

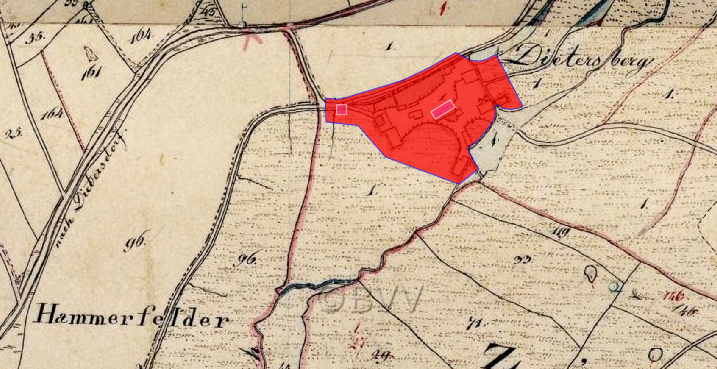
Lageplan von Schloss Dietersberg auf dem Urkataster von Bayern

Das Schloss Dietersberg war ein Hammerschloss. Es liegt 900 m südwestlich von Dietersberg (Dietersberg 1), einem Gemeindeteil der oberpfälzischen Stadt Schönsee im Landkreis Schwandorf, und ist unter der Aktennummer D-3-76-160-36 als Baudenkmal verzeichnet. „Archäologische Befunde der frühen Neuzeit im Bereich des ehem. Hammerschlosses von Dietersberg, darunter die Spuren von Vorgängerbauten bzw. älterer Bauphasen und des spätmittelalterlichen bis frühneuzeitlichen Eisenhammers“ werden ferner als Bodendenkmal unter der Aktennummer D-3-6441-0018 geführt. Der Hammer wurde vom Wasser der Ascha angetrieben.

## Geschichte
Dietersberg gehörte zur Herrschaft von Reichenstein, Schönsee und Winklarn (mit niederer Gerichtsbarkeit und Blutgerichtsbarkeit) und teilt die Besitzergeschichte von Schloss Winklarn. Um 1514 kam die Herrschaft Reichenstein-Schönsee in den Besitz des Ritters Thomas Fuchs von Wallburg († 1526), der seit 1512 Reichshauptmann von Regensburg war. Dieser hatte 1519 die Bestätigung von Kaiser Maximilian I. über den vom Reich stammenden Blutbann und die hergebrachten Privilegien über Reichenstein und Schönsee erhalten. Sein Erbe wurde Hanns Fuchs († 1553). Dieser verstarb ohne männlichen Erben; in seinem Testament hatte er aber seine beiden Töchter Anna und Maria Magdalena und seine Schwiegersöhne David Fuchs von Wallberg zu Arnschwang und Georg von Murach auf Stamsried als Erben eingesetzt, denen am 8. Juni 1554 von Kaiser Karl V. der Lehenbrief ausgestellt wurde. Nach dem Tod des David Fuchs heiratete seine Witwe den Endres Georg von Murach, Schwager des Georg. Bis 1576 sind Georg und Endres Georg als Inhaber der Herrschaft Schönsee genannt. Am 7. April 1587 erwarb Hans Christoph Fuchs den halben Besitzanteil des verstorbenen Georg von Murach. Kaiser Rudolf II. stellte am 28. Juni 1589 einen Lehenbrief für Hans Christoph Fuchs den Jüngeren auf Winklarn und Schönsee für den hinzugekauften Teil Reichenstein-Schönsee aus. Nach dessen Tod († 1603) folgte sein Sohn Hanns Friedrich Fuchs nach und erhielt am 26. November 1606 den kaiserlichen Lehenbrief. Hanns Friedrich Fuchs war ein überzeugter Lutheraner und musste zu Beginn der Gegenreformation seine Oberpfälzer Güter aufgeben und emigrieren. Die Herrschaft Schönsee verkaufte er an seinen Schwager Johann Georg von Weichs; dieser erhielt am 28. August 1630 den Lehenbrief über die Herrschaften Reichenstein und Frauenstein. Nach dessen Tod stellte Kaiser Friedrich III. am 7. September 1639 einen Lehenbrief für seinen Sohn Johann Jakob von Weichs aus; dieser hatte das Lehen bis 1650 inne. Da er den Kaufpreis aber nicht erstattet hatte, musste er diesen Besitz an Johann Christoph Fuchs den Jüngeren, Sohn des früheren Besitzers, der durch den Westfälischen Frieden in den Genuss einer Amnestie für emigrierte Eigentümer gekommen war, zurückgeben. Dieser erhielt am 10. März 1654 den Lehenbrief von Kaiser Friedrich III. Am 6. Januar 1663 wurde dessen Sohn Hanns Friedrich Fuchs der Lehenbrief ausgestellt. Nach dessen kinderlosem Tod († 1665) erhob Eva Johanna von Aufseß, eine geborene Fuchs von Wallberg, Erbansprüche. Diese wurden jedoch vom böhmischen Lehenhof abgewiesen und Schönsee, Reichenstein und Frauenstein wurden am 19. September 1669 als heimgefallen erklärt. In der Folge kamen die Lehengüter Schönsee und Reichenstein mit Frauenstein in den Besitz von Fürst Wenzel von Lobkowitz. Dies blieb jedoch rechtlich umstritten und die Familie Aufseß ging gegen diesen Entscheid vor. Johann Friedrich von Aufseß, Landrichter von Neunburg vorm Wald, konnte 1684 Winklarn übernehmen, da dies ein Allod und nicht ein böhmisches Lehen war. Sein Sohn Christoph Wilhelm von Aufseß nannte sich 1690 bereits Herr von Schönsee, Frauenstein und Reichenstein. Nach einem längeren Prozess, die Familie Aufseß war zwischenzeitlich in den Grafenstand erhoben worden, kam es unter Kaiser Karl VI. 1713 zu einem endgültigen Urteil und das böhmische Lehengut Schönsee kam zu Johann Friedrich Graf von Aufseß und an Ernestina von Metsch, Tochter des zwischenzeitlich verstorbenen Christoph Wilhelm von Aufseß. Nach dem Tod des Johann Friedrich Graf von Aufseß folgten ihm sein Sohn Karl Sigmund von Aufseß und Adolph Kevenhüller-Metsch sowie die „Tochtermänner“ Alphons von Portia und Ferdinand von Lanthieri nach. Am 21. Oktober 1790 wurde nach einem Verkauf ein kaiserlicher Lehenbrief über Schönsee, eingeschlossen Dietersberg (und weitere Ortschaften und Schlösser), für Maximilian Joseph Freiherr von Karg ausgestellt. 1794 vertauscht dieser seine Güter zu Winklarn, Reichenstein und Schönsee mit Kaspar Adam von Bernklo (Bernclau) gegen die Hofmarken Altendorf und Fronhof. Bernklo verstarb am 17. August 1801; seine Kinder konnten den Besitz nicht halten und so ersteigerte Graf Wilhelm von Eckart die Herrschaft Reichenstein-Schönsee und Frauenstein. 1805 gelangte es durch den Vertrag von Preßburg zu Bayern. Wilhelm von Eckart war 1809 Inhaber der Patrimonialgerichtsbarkeit von Dietersberg.
Ende des 15. Jahrhunderts bestand in Dietersberg ein Eisenhammer, der „Dietersberger Hammer“ oder auch „Hammer Dietersberg“ genannt wurde. Er wird 1557 in den Lehensakten genannt, als er dem böhmischen Lehen Reichenstein-Schönsee zugeschlagen werden soll. 1594/1595 wurde bereits ein Schilling Erz bezogen (ca. 17 Tonnen). In den Jahren zwischen 1603 und 1608 stieg diese Verarbeitungsmenge auf 15 Pfund und 4 Schilling, das sind mehr als 2000 Tonnen. Der Hammer Dietersberg wurde zuerst als Schienhammer und später als Waffenhammer betrieben.
1609 befreit Hanns Friedrich Fuchs den Hammermeister von Dietersbersberg, Hans Pleyer, für sein Hammerwerk und sein Haus von allem Scharwerk, nachdem dieser die vereinbarte Ablösesumme von 175 fl entrichtet hatte. 1630 wird hier ein Hammer mit vier Inmannknechten genannt. Das Hammerherrengeschlecht der Pleyer ist seit dem ersten Jahrzehnt des 17. Jahrhunderts als Besitzer von Dietersberg nachweisbar. Ab 1754 wurde der Eisenhammer Dietersberg wegen Holzmangels in eine Glasschleife umgebaut. In den 70er Jahren des 18. Jahrhunderts verkauften Katharina Pleyer von Dietersberg und ihr Sohn das Hammergut an den südböhmischen Hammermeister Johann Georg Maduschka.
In Folge befand sich Dietersberg fast 150 Jahre in der Hand der Familie Maduschka. Johann Georg Maduschka richtete das Hammerwerk noch einmal auf. 1780–1787 wird hier noch der „Dietersbergerhammer“ genannt. In einer Statistik der Eisenhämmer von 1840 ist Dietersberg aber nicht mehr aufgeführt. Der Besitzer Johann Adam Maduschka suchte 1851 um die Genehmigung einer Glasschleife und eines Polierwerkes nach. Bald nach der Jahrhundertwende vom 19. zum 20. Jahrhundert fand die Glasschleife ein Ende. 1907 wurde von Eduard Maduschka in Dietersberg ein Elektrizitätswerk errichtet, das bis nach dem Zweiten Weltkrieg Schönsee und Dietersdorf mit Strom versorgte.
1926 wurde das Hammergut Dietersberg versteigert. Seit 1998 betreibt die Familie Eibauer auf dem Gut eine Hochzeitslocation.

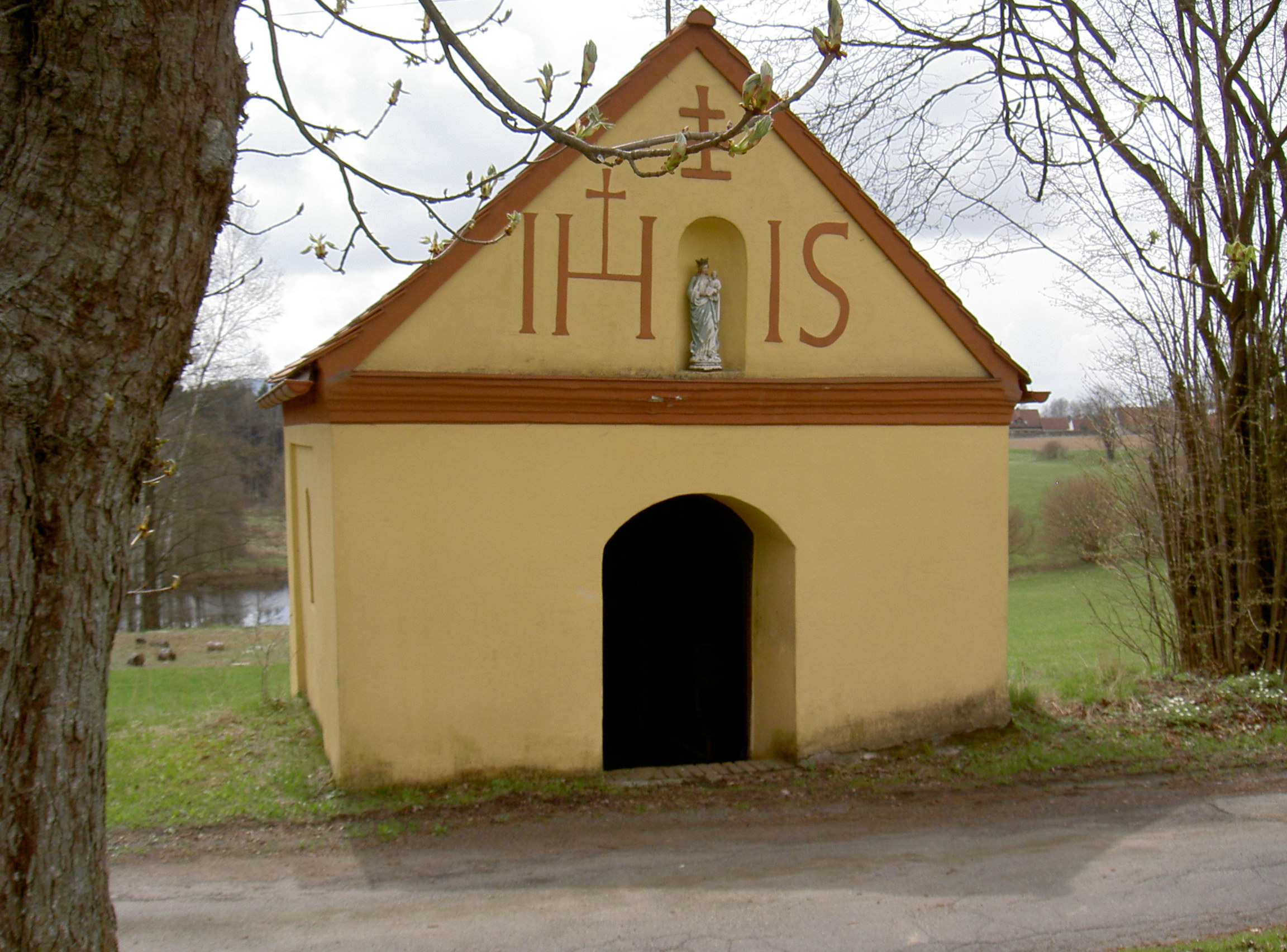
Hammerkapelle Dietersberg

## Beschreibung
Das aus dem 18./19. Jahrhundert stammende ehemalige Hammerherrenhaus ist ein zweigeschossiger Satteldachbau mit Staffelgiebeln. Am Dach aufgesetzt ist ein Uhrtürmchen. Das Gebäude besitzt eine Eckquaderung und Fenster mit geohrten Fensterfaschen.
Zu dem Anwesen gehört die aus dem 18. Jahrhundert stammende Hammerkapelle an der westlichen Hofeinfahrt. Diese ist ein halbrund geschlossener Satteldachbau mit profiliertem Traufgesims und einem kreuzgewölbten Innenraum.